# Przetwarzanie informacji
Przetwarzanie informacji – działanie polegające na zastosowaniu szeregu metod i procedur transformacji informacji zgodnie z określonymi wcześniej potrzebami informacyjnymi. Typowymi przykładami procedur transformacji informacji są: agregacja informacji, dezagregacja, wyszukiwanie, selekcja, operacje arytmetyczne, metody statystyczne, porównywanie, metoda rangowania, sortowanie.
Według ustawy z dnia 1 marca 2018 r. o przeciwdziałaniu praniu pieniędzy oraz finansowaniu terroryzmu jest to każda operacja wykonywana na informacjach, w szczególności ich uzyskiwanie, gromadzenie, utrwalanie, przechowywanie, opracowywanie, zmienianie, udostępnianie i usuwanie, a zwłaszcza te operacje, które wykonuje się w systemach informatycznych.

## Zastosowanie
Proces przetwarzania informacji nie powoduje zniszczenia, ani zużycia tejże informacji. Polega on na przetwarzaniu wszelkich danych, zebranych z różnych dostępnych źródeł, ich spójnej syntezy mającej sens zastosowania przez użytkownika. Rola tego etapu wzrasta wraz ze wzrostem ilości informacji w otoczeniu przedsiębiorstwa (otoczenie zarówno wewnętrzne, jak i zewnętrzne).
W procesie przetwarzania bardzo ważne miejsce zajmuje interpretacja posiadanych informacji. Etap ten jest także ważny z punktu widzenia wartości informacji wykorzystywanej przez użytkowników. Interpretacja informacji pozwala na wyodrębnienie syntetycznego obrazu rzeczywistości.
Przetwarzanie informacji ma na celu określenie istotności informacji, określenie jej wartości dla użytkownika oraz tego, czy jest ona pilna, zrozumiała, a przede wszystkim aktualna. Aktualność jest jednym z podstawowych kryteriów warunkujących przetwarzanie informacji i mówi nam w jakim stopniu informacja określa rzeczywistość na dany moment. Przetwarzanie jest najistotniejszą funkcją spełnianą przez system informacji, ponieważ podczas jej realizacji tworzone są bezpośrednio użyteczne dla przedsiębiorstwa wiadomości.

## Kategorie przetwarzania
Wyróżnia się trzy podstawowe kategorie przetwarzania (transformacji informacji):
- transformacja klasyczna – różnego rodzaju statystyki, badania operacyjne itp.,
- transformacja ukierunkowana na szczególne dziedziny – specjalne systemy na potrzeby kadry kierowniczej,
- transformacja na potrzeby poszczególnych służb organizacyjnych – rachunkowość, finanse, planowanie, analiza ekonomiczna itp.

Przetwarzanie informacji jest ściśle związane z wypełnianiem przez menadżerów podstawowych funkcji w przedsiębiorstwie. Efektywne zarządzanie jest możliwe tylko wtedy, gdy dostępne są odpowiednie informacje o przedsiębiorstwie i jej otoczeniu zewnętrznym. Informacje te muszą być w odpowiedni sposób przetworzone, jak też skondensowane w swej treści.